# Bataille d'Almonacid
Pour les articles homonymes, voir Almonacid.
Guerre d'indépendance espagnole
Batailles
- Uclès
- Yevenes
- Ciudad Real (es)
- Miajadas
- Medellín
- Alcantara
- Talavera
- Arzobispo
- Almonacid
- Baños (es)
- Tamames
- Hostalrich
- Ocaña
- Alba de Tormes
- Cadix
- Valverde

La bataille d'Almonacid est un épisode militaire de la guerre d'indépendance espagnole. Elle a lieu le 11 août 1809 à Almonacid de Toledo, dans la province espagnole de Tolède.

## Présentation

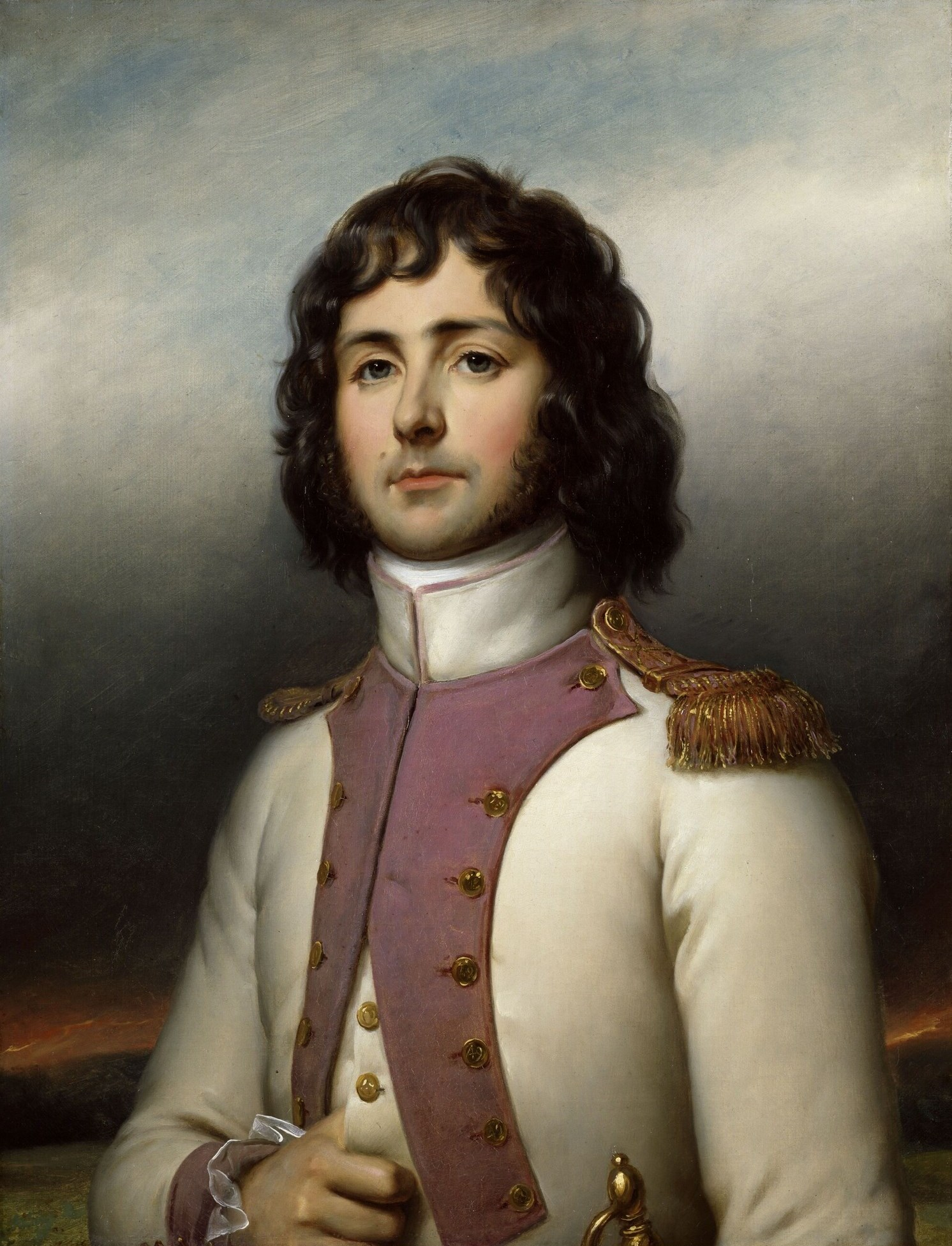
Horace Sébastiani.

Elle oppose l'armée française napoléonienne d'environ 26 000 fantassins, 4 000 cavaliers et 40 canons, placée sous le commandement du général Sébastiani, à l'armée espagnole comptant 23 000 fantassins, 3 000 chevaux et 29 pièces d'artillerie, placée sous le commandement du général Venegas. La bataille s'achève sur la victoire de l'armée française.

### Sources
Cet article comprend des extraits du Dictionnaire Bouillet. Il est possible de supprimer cette indication, si le texte reflète le savoir actuel sur ce thème, si les sources sont citées, s'il satisfait aux exigences linguistiques actuelles et s'il ne contient pas de propos qui vont à l'encontre des règles de neutralité de Wikipédia.
- (es) « Almonacid de Toledo »